# Blagnac Sporting Club rugby
Ne doit pas être confondu avec Blagnac Sporting Club rugby (féminines).
Maillots
Actualités
Le Blagnac Sporting Club rugby est un club français de rugby à XV fondé en 1922, à Blagnac. 
L'association gère également la section féminine, qui évolue en Élite 1.

## Histoire

### 1983: champion de France de deuxième division
En 1983 le Blagnac SCR s'impose largement en finale du championnat de France de  2e division sur le score de 38 à 3 face au Lyon OU.
Blagnac évolue ensuite en première division groupe B entre 1984 et 1987.
Pour sa première saison à ce niveau, il termine premier de poule avec 9 victoires, 2 nuls et 2 défaites.
Qualifié directement en huitième de finale, il est éliminé par Lavelanet, perdant 17 à 3 dans l’Ariège et ne gagnant que 9 à 3 au retour.
En 1988, le Championnat championnat est porté à 80 clubs groupés initialement en seize poules de cinq. Les deux premiers de chaque poule (soit 32 clubs) forment alors le groupe A et se disputent le Bouclier de Brennus. Les autres forment alors le groupe B et après une première phase de brassage, le club 3e de son groupe reste en championnat de France groupe B.

### Deux saisons en groupe A en 1989 et 1990
Deuxième de sa poule de brassage derrière le CA Brive, Blagnac évolue pour la première fois de son histoire dans l’élite du rugby français sous l’impulsion de son ouvreur vedette Christophe Deylaud.
Lors de la deuxième phase du  championnat, Blagnac termine deuxième de sa poule et réussit donc l’exploit de se qualifier grâce à des succès à Bègles-Bordeaux et à Perpignan.
Il est ensuite éliminé par le FC Lourdes en huitièmes de finale aller-retour.
La saison suivante est plus compliqué et Blagnac, 7e de sa poule ne se qualifie pas pour les huitièmes de finale du Championnat.
En 1991, Blagnac, entraîné notamment par Guy Novès et Thierry Merlos termine 3e de sa poule de brassage derrière Castres olympique et Montauban et descend en groupe B où il manque ensuite la qualification, devancés par Graulhet, Aurillac et Coarraze Nay.
Après trois saisons dans le milieu de tableau du groupe B, il se qualifie pour les huitièmes de finale en 1994 puis pour les quarts de finale en 1995 mais la montée est invalidée par la FFR au profit d’Istres.
Il reste donc en groupe B pendant encore 12 ans puis finit par monter en Pro D2 pour un an pendant la saison 2007-2008.
À l’issue de cette saison, il est relégué administrativement en Fédérale 2.

### Professionnalisation du club entre 2015 et 2024
À l'aube de la saison 2015-2016, le club se réorganise : une structure professionnelle est créée, sous le nom de Blagnac Rugby, tandis que l'association amateur conserve l'ancien nom du club, Blagnac Sporting Club rugby.
En décembre 2016, Frédéric Michalak devient l'actionnaire majoritaire du club et Benoit Trey, actuel responsable du pôle commercial du club et associé en affaires de Michalak, est le nouveau président. La nouvelle équipe veut faire passer le budget du club de 1 million d'euros à 1,6 million d'euros en deux ans et stabiliser l'équipe fanion en poule élite de Fédérale 1. L'entraîneur des trois-quarts du BSCR, Christophe Deylaud, devient responsable sportif du club, avec un regard sur l'ensemble de ses composantes.
Lors de la saison 2020-2021, Blagnac intègre le nouveau championnat de France de Nationale et termine à la dixième place  puis à la huitième place la saison suivante.
Le club réalise un beau parcours lors de la saison 2022-2023 en atteignant la demi-finale.
En 2023-2024, le club fait face à de sérieux problèmes financiers la saison suivante. Le dépôt de bilan de la structure professionnelle est actée le 1er février 2024 ; l'association BSCR, couvrant l'activité des féminines et des juniors, reste active. Le Blagnac Sporting Club rugby est reclassé en Fédérale 1 par les instances de la fédération en vue de la saison 2024-2025.

## Identité visuelle

### Couleurs et maillots
Les couleurs du club sont le rouge et le bleu.

### Logo
Un nouveau logo est dévoilé à l'intersaison 2017.

Évolution du logo
Ancien logo abandonné en 2012.
Logo de 2012 à 2015.
Logo de 2015 à 2017.
Logo de 2017 à 2024.
Logo du centenaire pour la saison 2022-2023.
Logo de l'association BSCR instauré en 2017, adopté en 2024[note 2].

## Palmarès
| Titres de champion |
| - Vainqueur du Challenge de l'Essor : 1982 - Champion de France de deuxième division : 1983 - Champion de France Fédérale 2 et Nationale B : 2001 - Vainqueur du Challenge de l'Espérance : 2003 et 2007 - Champion de France Juniors Reichel B : 2005 - Champion Grand Sud Juniors Balandrade : 2010 - Champion de France Fédérale 2 : 2010 - Champion Midi-Pyrénées Juniors Balandrade : 2014 - Champion Midi-Pyrénées Juniors Balandrade : 2015 - Champion de France de rugby à 7 : 2015 - Champion de France des espoirs Nationaux : 2021 |
| Finales |
| - Finaliste du championnat de deuxième série : 1955 - Finaliste du championnat de France Honneur : 1960 - Finaliste du Challenge de l'Essor : 2001 - Finaliste du Challenge de l'Espérance : 2006 - Finaliste du Trophée Jean-Prat : 2007 - Finaliste du championnat de France Bélascain : 2011 - Finaliste du championnat de France Bélascain : 2014 - Finaliste du championnat Midi-Pyrénées Teulière A : 2015 |

## Personnalités du club

### Présidents
- 1980 - 1987 : Yvan Dufour
- 1987 - 1988 : Viadieu
- 1988 - 1989 : Calac
- 1989 - 1990 : Calac et Louis Armengol
- 1990 - 1991 : Roger Viel
- 1991 - 1998 : Yvan Dufour
- 1998 - 1999 : Philippe Humery
- 1999 - 2000 : Philippe Humery et Louis Armengol
- 2000 - 2007 : Régis Lenormand
- 2007 - 2008 : André Henkinet
- 2008 - 2011 : Gilles Sicre
- 2011 - 2012 : Philippe Humery
- 2012 - 2013 : Philippe Humery et Philippe Joachim
- 2013 - 2016 : Philippe Humery
- 2017 - 2023 : Benoît Trey
- 2023[7] - : Luc Vignolle

### Entraîneurs successifs
- 1990 - 1991 : Guy Novès (manager), Thierry Merlos et Yves Causse
- 1991 - 1992 : Régis Lenormand et Bernard Peyrusse
- 1992 - 1993 : Bernard Peyrusse et Jean-Luc Perez
- 1993 - 1997 : Daniel Santamans et Christian Santamans
- 1997 - 1998 : Patrick Sensas (manager) et Gilles Larroque
- 1998 - 1999 : Claude Labatut
- 1999 - 2000 : Jacques Carles (manager), Jean Marie Barsalou et Philippe Nougailhon
- 2000 - 2001 : Jacques Carles (manager), Jean Marie Barsalou et Philippe Nougailhon
- 2002 - 2003 : Jacques Carles (manager), Jean-Luc Cester et Thierry Romas
- 2003 - 2004 : Jacques Carles (manager), Daniel Santamans et Laurent Husson
- 2004 - 2005 : Jacques Carles (manager), Daniel Santamans et Jean Louis Dessacs
- 2005 - 2006 : Jacques Carles (manager), Daniel Santamans et Franck Hueber
- 2006 - 2007 : Jacques Carles (manager), Pierre-Henry Broncan et Franck Hueber
- 2007 - Janvier 2008 : Daniel Santamans (manager), Christophe Guiter et Jean-Luc Sadourny
- Janvier 2008 - 2008 : Thierry Mentières et Franck Hueber
- 2008 - 2009 : Olivier Carbonneau
- 2009 - 2011 : Arnaud Costes et Jean-Marc Aué
- 2011 - 2012 : Jean-Marc Aué et Thierry Bourdet
- 2012 - 2013 : Sylvain Dispagne et Éric Gardet
- 2015 - 2016 : Alexandre Castola et Christophe Deylaud
- 2016 - 2017 : Eric Mercadier et Christophe Deylaud
- 2017 - 2021 : Christophe Deylaud (manager), Eric Escribano (avants) et Romain Fuertès (arrières)
- 2021 - 2023 : Eric Escribano (avants) et Romain Fuertès (arrières)
- 2023[7] - : (retour de) Christophe Deylaud

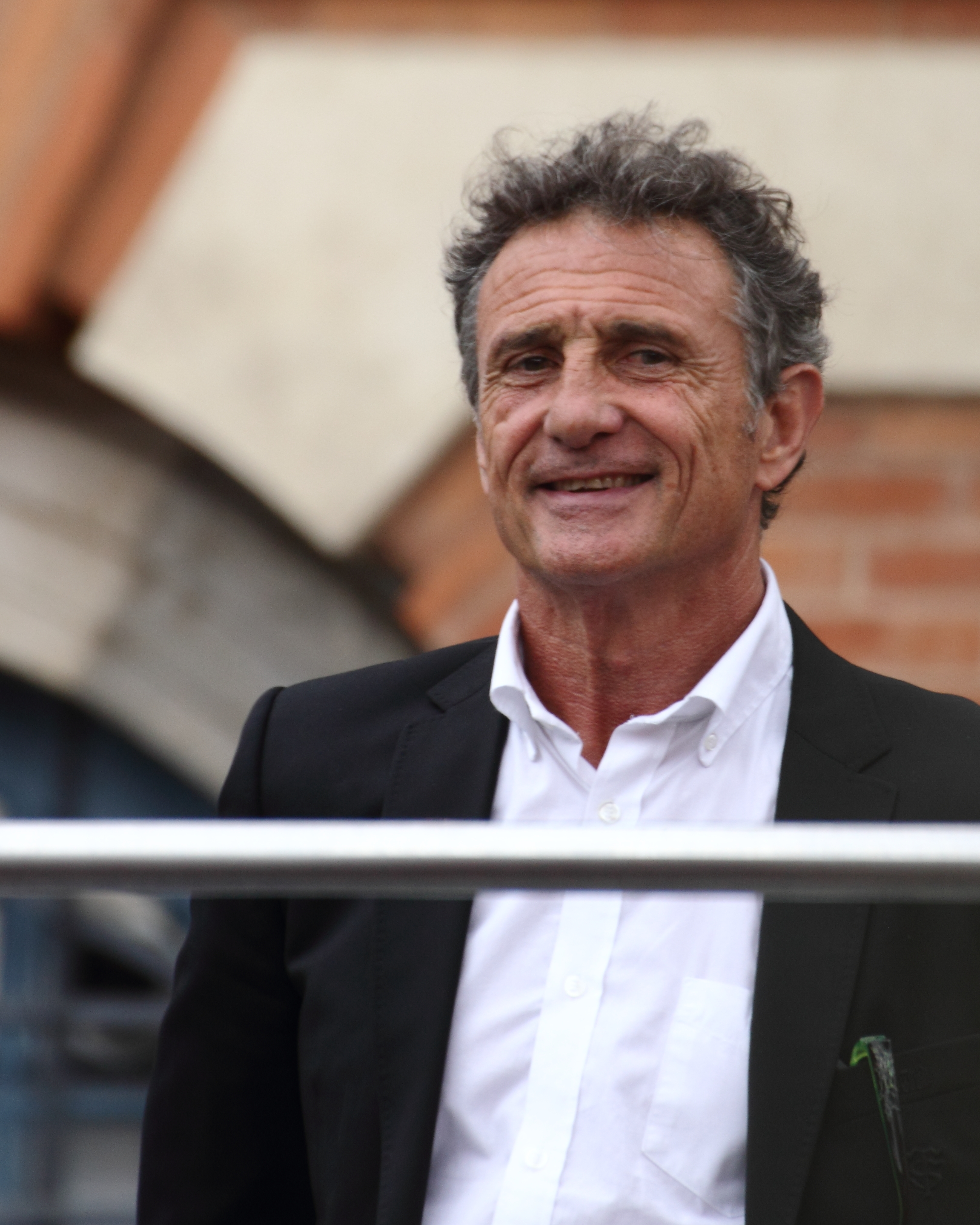
Guy Novès
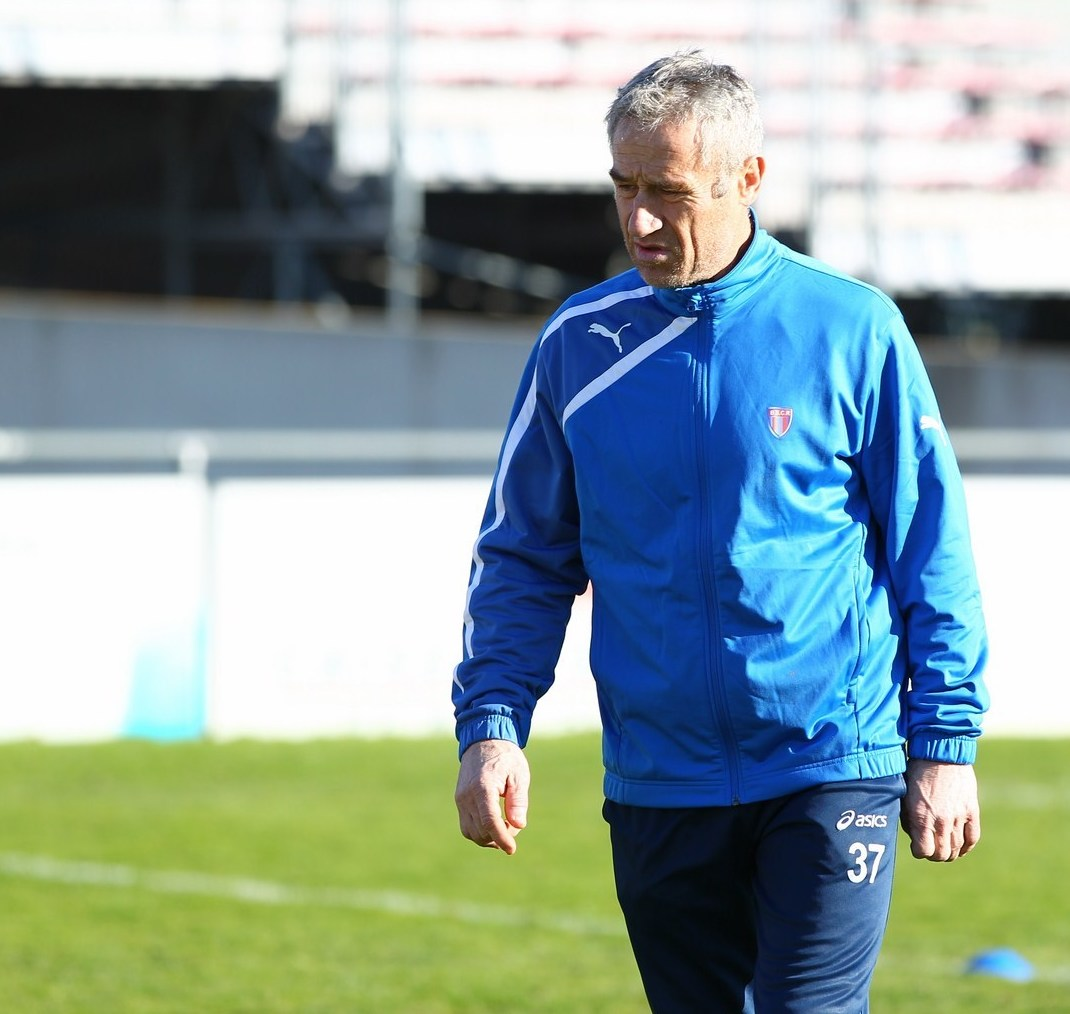
Christophe Deylaud

### Effectif 2020-2021
| Nom                   | Poste                | Naissance         | Nationalité sportive | International | Dernier club          | Arrivée au club (année) |
| --------------------- | -------------------- | ----------------- | -------------------- | ------------- | --------------------- | ----------------------- |
| Benjamin Zipf         | Pilier               | 11 juin 1992      | France               |               | RC Suresnes           | 2017                    |
| Jean-Baptiste Martin  | Pilier               | 23 janvier 1991   | France               |               | Colomiers rugby       | 2014                    |
| Kilian Marie          | Pilier               | 27 avril 1995     | France               |               | Limoges rugby         | 2018                    |
| Damien Weber          | Pilier               | 11 janvier 1986   | France               |               | Colomiers rugby       | 2020                    |
| César Biscioni        | Pilier               | 20 septembre 1994 | France               |               | Biarritz olympique    | 2017                    |
| Thibault De Sousa     | Pilier               | 1er août 1997     | Portugal             | 1 (0)         | Castres olympique     | 2019                    |
| Gabin Villerouge      | Talonneur            | 1er décembre 1999 | France               |               | Stade toulousain      | 2020                    |
| Benoît Piffero        | Talonneur            | 21 mai 1987       | Canada               | 25 (0)        | Avenir castanéen      | 2016                    |
| Lucas Jacques         | Talonneur            | 30 octobre 2000   | France               |               | Formé au club         | 2013                    |
| Bertrand Banière      | Deuxième ligne       | 1er avril 1993    | France               |               | Stade toulousain      | 2015                    |
| Vincent Mutel         | Deuxième ligne       | 13 juin 1989      | France               |               | RC Bassin d'Arcachon  | 2018                    |
| Pierre Maurens        | Deuxième ligne       | 3 novembre 1992   | France               |               | SA XV Charente        | 2020                    |
| Alex Toolis           | Deuxième ligne       | 31 mars 1992      | Australie            |               | London Scottish       | 2020                    |
| Matthieu Vachon       | Troisième ligne aile | 6 mai 1991        | France               |               | SU Agen               | 2013                    |
| Romain Manas          | Troisième ligne aile | 8 mars 1994       | France               |               | Colomiers rugby       | 2016                    |
| Ianis Ponsole         | Troisième ligne aile | 19 mai 1998       | France               |               | EVG XV                | 2018                    |
| Loïc Verdy            | Troisième ligne aile | 21 janvier 1992   | France               |               | Avenir valencien      | 2018                    |
| Lilian Cugier         | Troisième ligne aile | 26 avril 1997     | France               |               | ASV Lavaur            | 2020                    |
| Lucas Lecomte         | Troisième ligne aile | 24 octobre 1995   | France               |               | Avenir castanéen      | 2019                    |
| Matthieu Bonnet       | Troisième ligne aile | 21 octobre 2000   | France               |               | Formé au club         | 2009                    |
| Frédéric Medves       | Troisième ligne aile | 27 août 1984      | Algérie              | 5 (0)         | FC Auch               | 2017                    |
| Anthony Azzi          | Troisième ligne aile | 27 mars 1998      | France               |               | Rugby Club Muretain   | 2018                    |
| Anthony Arty          | Demi de mêlée        | 6 septembre 1994  | France               |               | ASV Lavaur            | 2020                    |
| Baptiste Brun         | Demi de mêlée        | 8 novembre 1994   | France               |               | ASM Clermont Auvergne | 2014                    |
| Luc Bertolissi        | Demi de mêlée        | 13 janvier 1999   | France               |               | Stado Tarbes PR       | 2019                    |
| Pierre Ferrary        | Demi de mêlée        | 28 janvier 1992   | France               |               | Stade langonnais      | 2018                    |
| Gérald Augustin       | Demi d'ouverture     | 8 décembre 1998   | France               |               | ?                     | 2017                    |
| Ugo Seunes            | Demi d'ouverture     | 15 novembre 2000  | France               |               | SU Agen               | 2018                    |
| Antoine Carrière      | Centre               | 29 mai 2000       | France               |               | Formé au club         | 2011                    |
| Nekelo Tolofua        | Centre               | 25 avril 1991     | France               |               | US Carcassonne        | 2014                    |
| Florian Ochoa         | Centre               | 3 juillet 1993    | France               |               | Formé au club         | ?                       |
| Maxime Gaignard       | Centre               | 29 août 1995      | France               |               | RC Auch               | 2017                    |
| Lucas Bardaud         | Centre               | 30 mai 1999       | France               |               | ASM Clermont Auvergne | 2020                    |
| Corentin Gourdy       | Ailier               | 23 janvier 1998   | France               |               | CA Brive              | 2018                    |
| Simon Villemur        | Ailier               | 25 septembre 1995 | France               |               | Aviron bayonnais      | 2015                    |
| Guilhem Graulle       | Ailier               | 18 février 1998   | France               |               | Colomiers rugby       | 2019                    |
| François Tardieu      | Ailier               | 1er février 1995  | France               |               | Avenir valencien      | 2019                    |
| Benjamin Daurau Bedin | Arrière              | 7 septembre 1992  | France               |               | Saint-Médard RC       | 2019                    |
| Jean-André Vernetti   | Arrière              | 14 juin 1986      | France               |               | Avenir castanéen      | 2015                    |

‌

### Personnalités emblématiques
- Roger Viel
- Thierry Merlos
- Éric Artiguste
- Martin Worthington
- Martin Puech

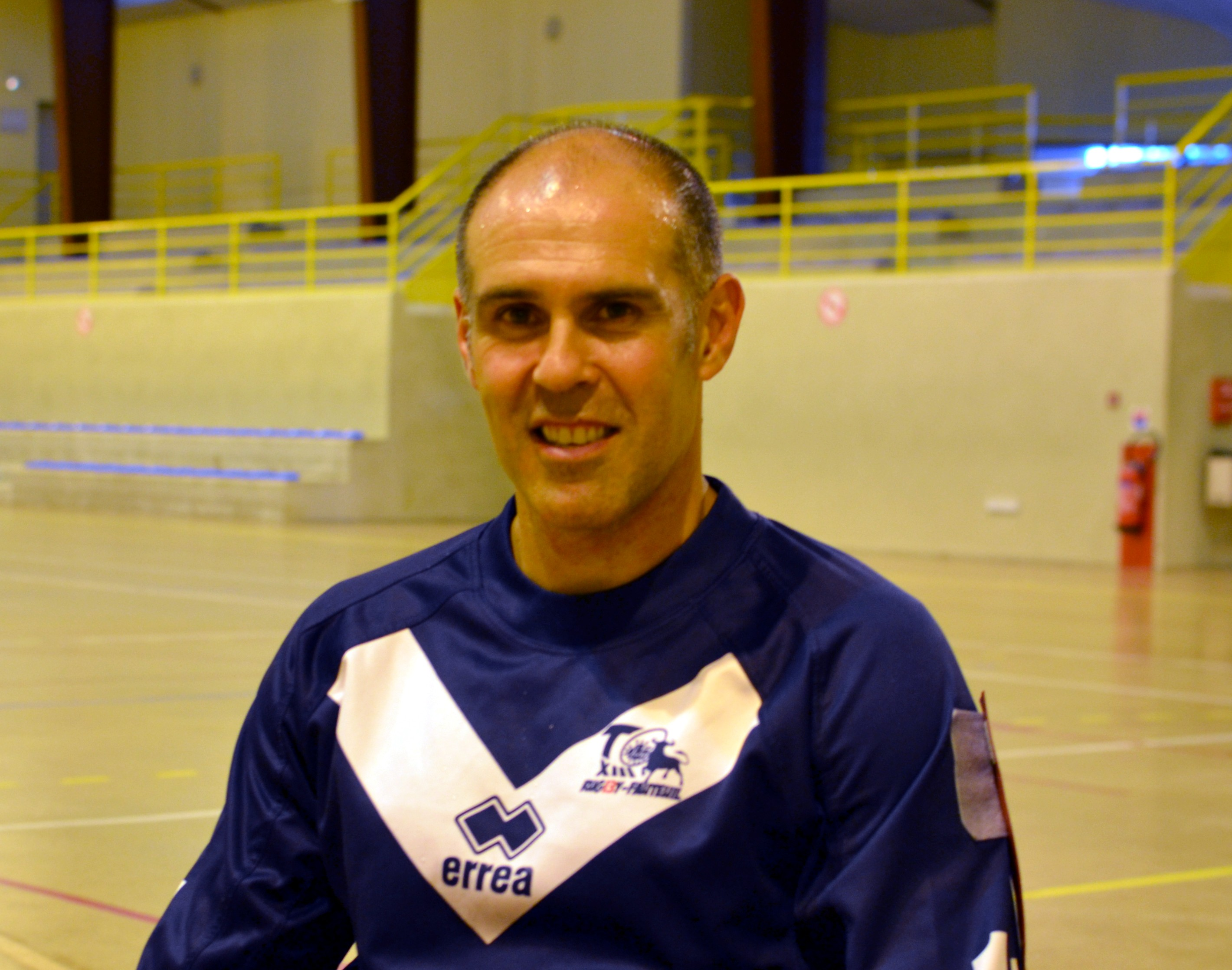
David Berty
- Bernard Bonnet
- Kenneth McKenzie
- Abdellatif Boutaty
- Pierre-Henry Broncan
- Christophe Deylaud
- John Payne
- Colin Gaston
- David Penalva
- Philippe Lapoutge
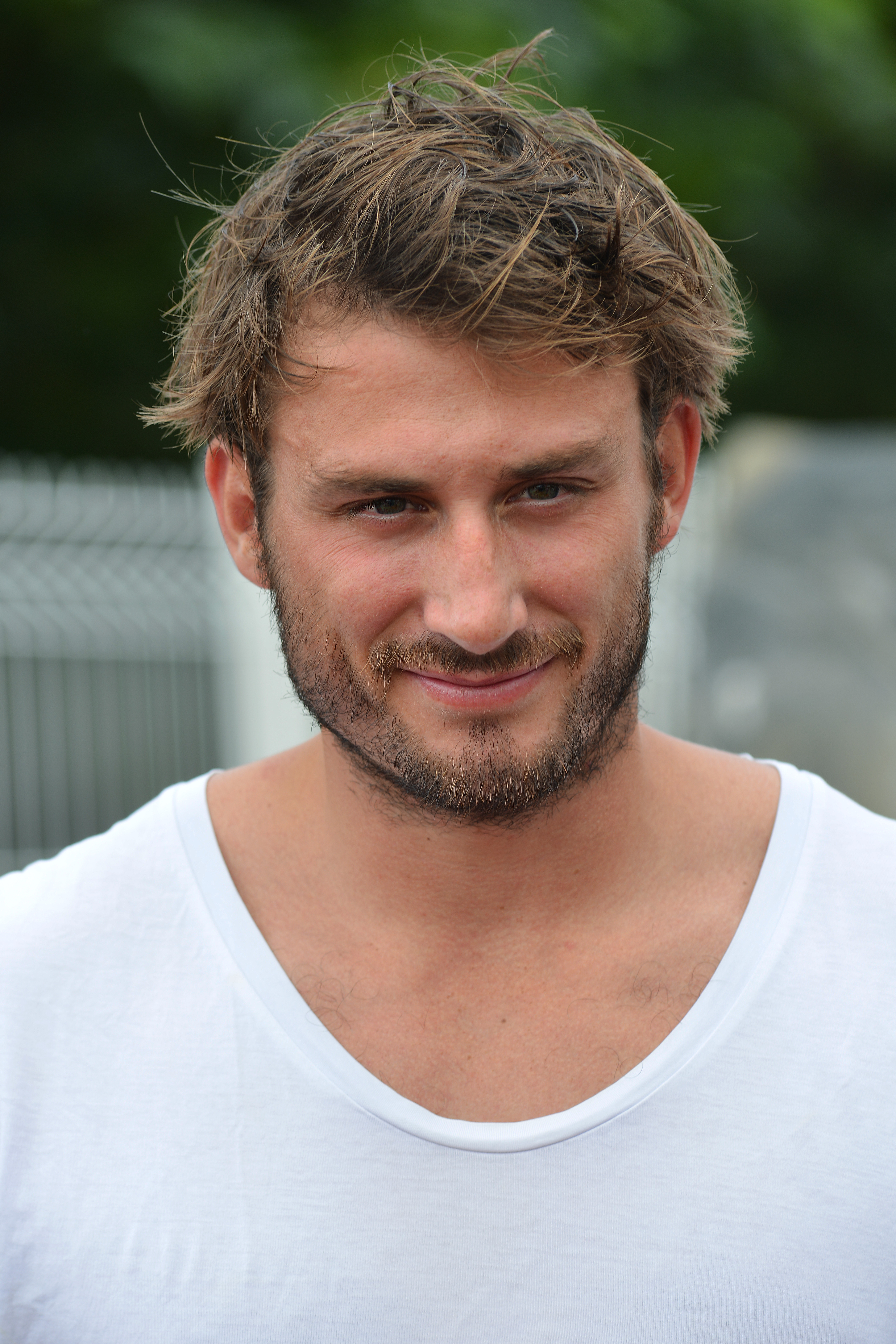
Maxime Médard
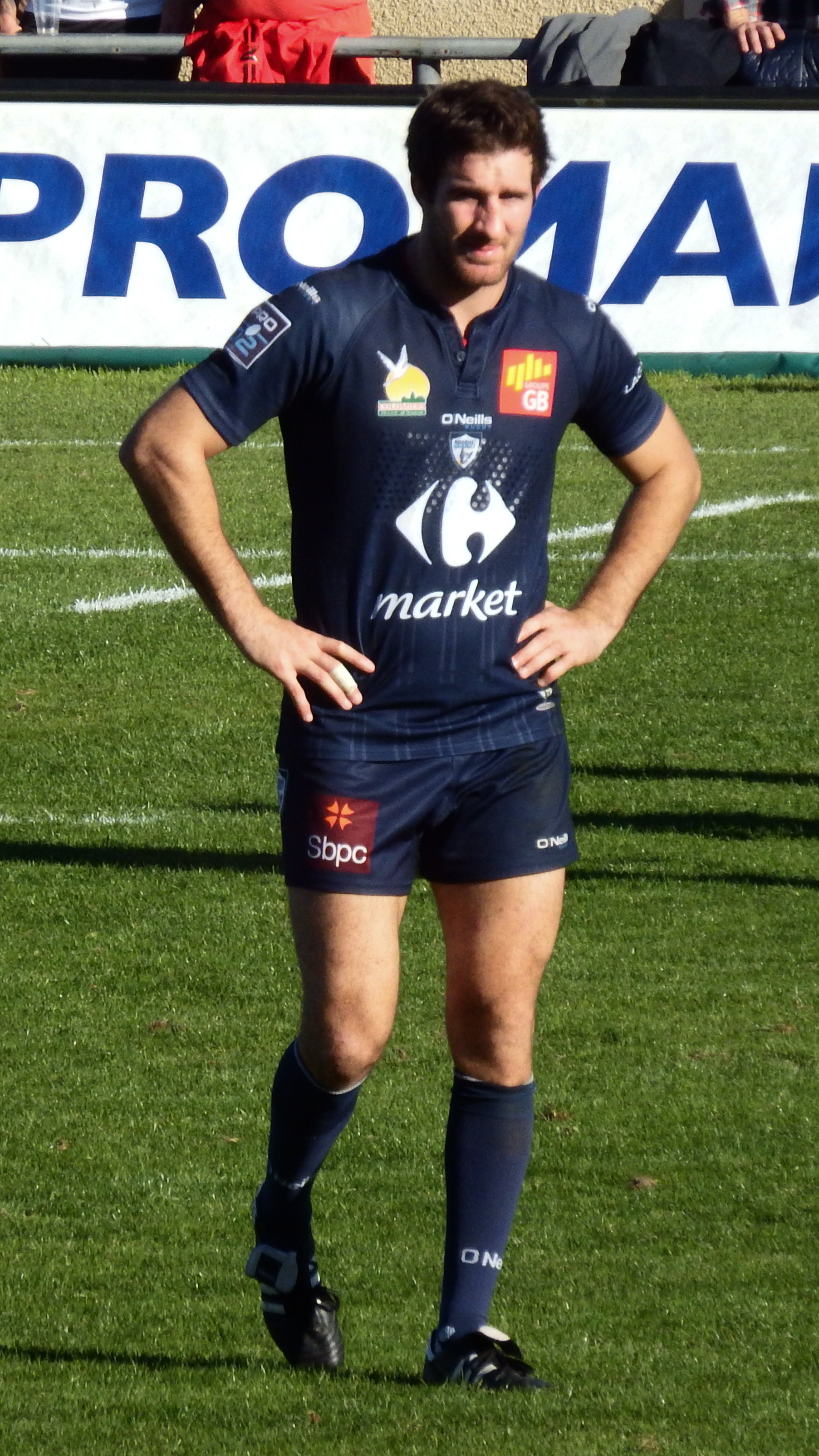
Martin Puech

- Jean-Baptiste Revel
- Sébastien Roque
- Hamid Arif
- Roger Viel
- Christophe Guiter
- Guy Jeannard
- Mehadji Tidjini
- Arsène N'Nomo
- Alain-Bertrand Nuetsa-Fotso
- Nicolas Duffard

- David Berty
- Maxime Médard
- Martin Puech